# Geneva Open 2015
Geneva Open 2015 — тенісний турнір, що проходив на ґрунтових кортах у місті Женева, Швейцарія з 18 травня. Належав до категорії ATP World Tour 250.

## Фінальна частина

### Одиночний розряд
Томас Беллуччі —  Жуан Соуза 7–6(7–4), 6–4

### Парний розряд
Хуан Себастьян Кабаль /  Роберт Фара —  Равен Класен /  Лу Єнь-Сюнь 7–5, 4–6, [10–7]